# Barry Alexander Brown
Barry Alexander Brown (Warrington, 28 novembre 1960) è un montatore, regista, produttore cinematografico e sceneggiatore britannico.

## Biografia
Ha montato molti film diretti da Spike Lee, come Aule turbolente, Fa' la cosa giusta e Malcolm X. Come regista ha diretto cinque film. Ha ricevuto una nomination agli Oscar nel 1980, per il documentario The War at Home.

## Filmografia

### Regista
- The War at Home (co-regia con Glenn Silber) (documentario) (1979)
- Lonely in America (1991)
- The Who's Tommy, the Amazing Journey (documentario) (1993)
- Winning Girls Through Psychic Mind Control (2002)
- Straight No Chaser (cortometraggio) (2003)
- Il colore della libertà (Son of the South) (2020)

### Montatore
- High Wire di Sandi Sissel (cortometraggio) (1984)
- Verdict: The Wrong Man di Julian Krainin (documentario) (1986)
- Salaam Bombay! di Mira Nair (1988)
- Aule turbolente (School Daze) di Spike Lee (1988)
- Fa' la cosa giusta (Do the Right Thing) di Spike Lee (1989)
- A letto con Madonna (Madonna: Truth or Dare) di Alek Keshishian (documentario) (1991)
- Malcolm X di Spike Lee (1992)
- Crooklyn di Spike Lee (1994)
- He Got Game di Spike Lee (1998)
- Cousin Bette di Des McAnuff (1998)
- Freak di Spike Lee (film TV) (1998)
- The Laughing Club of India di Mira Nair (documentario) (1999)
- S.O.S. Summer of Sam - Panico a New York (Summer of Sam) (1999)
- The Original Kings of Comedy di Spike Lee (documentario) (2000)
- A Huey P. Newton Story di Spike Lee (documentario) (2001)
- Ten Minutes Older: The Trumpet (episodio: We Wuz Robbed di Spike Lee) (2002)
- La 25ª ora (25th Hour) di Spike Lee (2002)
- Lei mi odia (She Hate Me) di Spike Lee (2004)
- Sucker Free City di Spike Lee (film TV) (2004)
- Racket di Michael Baez (cortometraggio) (2005)
- All the Invisible Children (episodio: Jesus Children of America di Spike Lee) (2005)
- When the Levees Broke: A Requiem in Four Acts di Spike Lee (documentario) (2005)
- Inside Man di Spike Lee (2006)
- Shark (serie TV) (2006)
- Migration di Mira Nair (cortometraggio) (2007)
- Miracolo a Sant'Anna (Miracle at St. Anna) di Spike Lee (2008)
- Passing Strange (documentario) di Spike Lee (2009)
- Kobe Doin' Work (documentario) di Spike Lee (2009)
- Red Dead Redemption: The Man from Blackwater (2010)
- Oldboy, regia di Spike Lee (2013)
- Queen of Katwe, regia di Mira Nair (2016)
- BlacKkKlansman, regia di Spike Lee (2018)